# Lecanaclerda macropoda
Lecanaclerda macropoda (лат.) — вид полужесткокрылых насекомых-червецов рода Lecanaclerda из семейства аклердиды (Aclerdidae).

## Распространение
Южная Африка: ЮАР (Western Cape).

## Описание
Мелкие червецы, длина самок от 2,2 до 5,0 мм (ширина от 1,1 до 1,3 мм). Длина самца 1,35 мм. Ноги и усики у самок полностью развиты. Питаются соками таких растений, как Poaceae (Plagiochloa uniolae): обнаружены на их корнях и в основании листьев (Gramineae). Вид был впервые описан в 2002 году энтомологами Крисом Ходжсоном (Hodgson, Chris J., Кардифф, Уэльс) и Яном Милларом (Millar, Ian M., Претория, ЮАР).
Таксон Lecanaclerda macropoda выделен в отдельный монотипический род Lecanaclerda, который близок к Aclerda, от которого отличается полностью развитыми ногами у самок.